# Varese Calcio 2017-2018
Questa voce raccoglie le informazioni riguardanti il Varese Calcio nelle competizioni ufficiali della stagione 2017-2018.

## Stagione

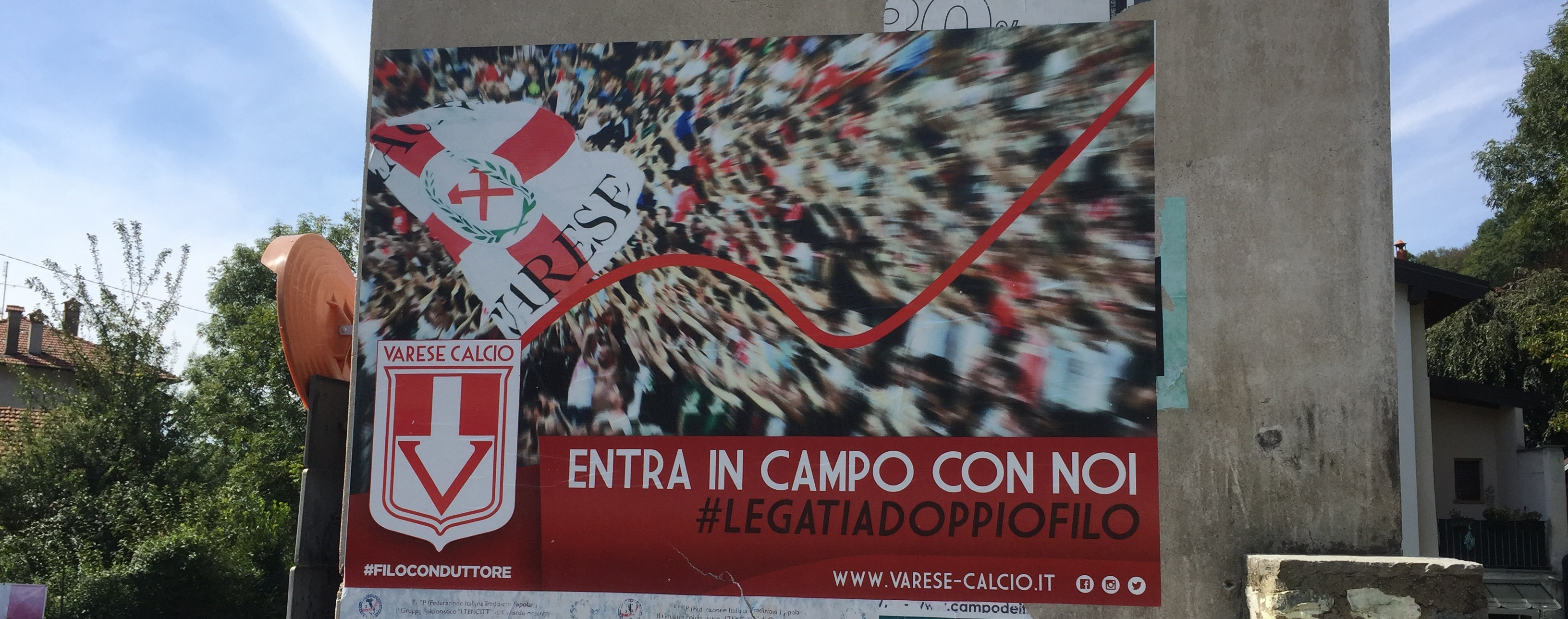
Manifesto promozionale della campagna abbonamenti 2017-2018

Archiviata l'annata 2016-2017 col secondo posto nel girone A di Serie D e la susseguente sconfitta ai playoff contro il Gozzano, il Varese si presenta al via della stagione 2017-2018 in veste profondamente rinnovata.
Anzitutto cambia radicalmente il vertice societario: uscito di scena Fabio Baraldi e dopo ulteriori schermaglie tra azionisti di maggioranza e minoranza, nei mesi estivi del 2017 questi ultimi (nelle persone dell'ex presidente Gabriele Ciavarrella e dei soci fondatori Enzo Rosa e Piero Galparoli) decidono di lasciare il club biancorosso, che passa dunque integralmente sotto il controllo di Paolo Basile e Aldo Taddeo (con quest'ultimo ad assumere la massima carica sociale). A luglio 2017 il pacchetto azionario viene ricollocato: ad una maggioranza dell'80% intestata alla società ForVa s.r.l. (a sua volta partecipata alla pari da Basile e Taddeo) fa riscontro una minoranza del 20% divisa alla pari tra i neo-soci Matt Reeser (imprenditore statunitense) e Edoardo Russo (imprenditore svizzero).
Egualmente rinnovata è la squadra, la quale (dopo un iniziale interessamento per il ripescaggio in Serie C, poi accantonato in assenza di sufficienti garanzie socio-economiche) viene re-iscritta alla massima divisione dilettantistica con un organico quasi inedito: soli sette giocatori vengono infatti riconfermati rispetto alla rosa 2016-2017, tra i quali spicca Michele Ferri (che assume la fascia di capitano in luogo del partente Francesco Luoni). La guida tecnica viene affidata all'esperto Salvatore Jacolino, tecnico di lungo corso e tra i più vincenti nell'ambito della Serie D.
La situazione societaria tuttavia mantiene tratti d'instabilità: il 29 agosto il direttore generale Diego Foresti si dimette dopo soli 40 giorni di attività, lamentando disaccordi col vertice societario. Meno di una settimana dopo è la volta dello stesso presidente Taddeo, che dapprima afferma l'esistenza di spinte contrarie alla sua strategia gestionale in seno al club, per poi dare egli stesso le dimissioni da tutte le cariche, motivando la scelta con la necessità di seguire con assiduità le proprie attività imprenditoriali. Le sue quote vengono rimesse transitoriamente al vicepresidente Basile.
Proprio Basile, nei mesi autunnali, annuncia pubblicamente di non essere in grado per conto proprio di far fronte alla gestione del Varese, chiedendo pertanto l'intervento di soggetti più facoltosi onde garantire la continuità societaria.
Per quanto concerne l'aspetto sportivo, a dispetto degli obiettivi dichiarati di puntare alla promozione, alla prova del campionato la squadra fatica a competere, pagando in particolare uno scarso rendimento difensivo e dei portieri in particolare; il 28 novembre 2017, con i biancorossi dodicesimi nel girone A e 20 punti guadagnati (praticamente tagliati fuori dalla lotta per il vertice), Jacolino rassegna le dimissioni dalla guida della squadra, che passa in gestione al tecnico della juniores Paolo Tresoldi. L'instabilità societaria si riverbera sul mercato invernale, che per il Varese è all'insegna di molte uscite e poche entrate, andando complessivamente a indebolire la rosa.
Dopo una fase di colloqui e ricerche di nuove risorse disposte a entrare in società, il 21 dicembre viene resa nota l'attribuzione della carica di presidente all'ex giocatore e procuratore sportivo Sauro Catellani, il quale fin da subito si impegna coi propri collaboratori nella gestione tecnica, integrando la rosa con giocatori del proprio network. Catellani (che preannuncia di essere il capofila di ulteriori investitori) tuttavia non riesce ad accordarsi con Paolo Basile per formalizzare il passaggio delle quote e il rientro dell'esposizione debitoria, che ai primi del 2018 viene stimata in oltre 450 000 euro. Lo stallo societario dunque si prolunga e si acuisce: i dipendenti restano stabilmente privi di remunerazione, la squadra perde posizioni in classifica avvicinandosi alla zona playout e deve scontare ulteriori problematiche logistiche quali un ulteriore blocco dell'utenza idrica dello stadio Franco Ossola. Il 15 febbraio, lamentando il persistere delle divergenze col gruppo di Catellani, Basile comunica di aver rinunciato alla trattativa e di aver demandato al comune di Varese, nella persona del sindaco in carica Davide Galimberti, il compito di cedere il club a titolo gratuito. Nel mentre anche altri soggetti di varia estrazione manifestano il loro interesse a subentrare nella gestione del Varese, per poi defilarsi.
Nei mesi primaverili la trattativa per la cessione viene comunque riaperta grazie alla mediazione del comune di Varese: il 2 maggio Paolo Basile firma un accordo vincolante con la realtà societaria veicolata dai Catellani, la Spheres Group SA, holding di diritto svizzero capeggiata dall'imprenditore Fabrizio Berni, che avvia contatti con i creditori e i dipendenti del club varesino onde formulare una proposta d'acquisto e di rientro delle passività.
Sul finire del campionato la squadra continua ad annaspare nelle zone basse della classifica, terminando la stagione regolare al terzultimo posto; i play-out, giocati in gara secca esterna il 13 maggio contro l'OltrepoVoghera, vedono i biancorossi uscire sconfitti per 2-0 e retrocedere "sul campo" in Eccellenza per la prima volta nella loro storia. A nulla vale l'esonero di Paolo Tresoldi, che nella gara in questione viene sostituito dal direttore sportivo Alessandro Merlin e dal preparatore dei portieri Oscar Verderame.

## Divise e sponsor
Le divise da gioco sono prodotte dallo sponsor tecnico Macron, al terzo anno di collaborazione col Varese.

### Campionato
I completi adottati durante il campionato sono così strutturate:
- La prima divisa si compone di maglia rossa, con inserti in tonalità più cupa di forma irregolare e una sottile striscia bianca ricurva a solcare tutto il pannello frontale. Ad essa si abbinano pantaloncini bianchi, decorati sul lato sinistro da un'ulteriore striscia ricurva di colore rosso (che si armonizza con quella della maglia), e calzettoni rossi a fasce bianche.
- La seconda divisa riprende il gioco di linee ricurve della prima, invertendo i colori: la maglia si presenta di colore bianco, con il torace attraversato da numerose linee dinamiche diagonali sfalsate di colore rossastro. Una fascia rossa poggiata su spalle e maniche raccorda il colletto e i profili della maglia. Le linee dinamiche proseguono anche sui calzoncini, egualmente bianchi al pari dei calzettoni (ravvivati da inserti rossi).
- L'impostazione grafica della seconda divisa è ripresa anche dalla terza, che si compone di un completo (maglia, pantaloni e calze) nero: l'iconica linea ricurva assume qui una tinta cangiante, che dal bianco sfuma verso il rosso.

Unico sponsor apposto sulla maglia è TSI Tri Source International, marchio collegato al vicepresidente Matt Reeser.
| Casa | Trasferta | Terza divisa |

### Pre-campionato
Nelle partite di pre-campionato sono state adottate divise differenti:
- Nella partita d'esordio ufficiale della stagione (il primo turno di Coppa Italia contro il Pisa), nonché in alcune amichevoli e alla prima giornata di campionato, il Varese ha adottato maglie modello Tabit (di colore rosso) ricavate dal catalogo Macron: in esse il torso è segnato da una trama a righe orizzontali tono su tono, che tendono a ispessirsi dal basso verso l'alto creando un effetto sfumato. Inserti bianchi sono presenti sui fianchi, sul retro delle spalle e (in modo particolarmente marcato) sotto le ascelle. Su tali maglie, in luogo degli sponsor, sono apposti i marchi di due iniziative benefiche a sfondo sanitario basate nella città di Varese: Fuck the cancer e Fondazione Giacomo Ascoli. Ad essa si abbinano pantaloncini bianchi e calzettoni a fasce orizzontali bianco-rosse. Tali maglie sono infine destinate a essere ritirate e poi messe all'asta a beneficio delle fondazioni suddette[16].
- In altre amichevoli la squadra ha invece indossato il modello Andromeda (sempre dal catalogo Macron): maglia rossa con fascia pettorale bianca, calzoncini bianchi e calzettoni a fasce orizzontali bianco-rosse. Su di esse è impresso il marchio di una delle aziende correlate al presidente Aldo Taddeo, ITAL[17][18].

| Prestagione 1 | Prestagione 2 |

## Organigramma societario
Organigramma del Varese Calcio s.r.l. aggiornato al 19 luglio 2017:
Area amministrativa
- Presidente: Aldo Taddeo (fino al 5 settembre 2017)[1]
- Vicepresidente con delega all'area tecnica: Paolo Basile
- Vicepresidente con delega al marketing: Matt Reeser
- Co-delegato all'area tecnica: Edoardo Russo
- Amministratore delegato: Francesco Martignoni
- Responsabile affari generali: Silvio Papini
- Direttore generale: Diego Foresti (fino al 28 agosto 2017)[21]
- Amministratore delegato ForVa: Franco Colombo
- Consiglio d'amministrazione: Aldo Taddeo, Paolo Basile, Franco Colombo, Veruschka Guerra, Enea Melchiori
- Ufficio stampa: Federica Rogato
- Responsabile marketing: Roberto Bianchi
- Rapporti con la tifoseria: Antonella Fidanza
- Delegato alla sicurezza: Fabio Rossi
- Segretario generale: Federica Bianchi[22]

Area tecnica
- Direttore sportivo: Alessandro Merlin
- Allenatore: Salvatore Jacolino
- Vice-allenatore: Michele Ardito[23]
- Collaboratore tecnico: Luca Carretto
- Preparatore atletico: Ciro Improta
- Preparatore portieri: Oscar Verderame

Area sanitaria
- Responsabile medico: Fabrizio Mura
- Massofisioterapista: Walter Banfi

Altro personale
- Team manager: Danilo Vago
- Dirigente accompagnatore prima squadra: Pietro Frontini
- Magazziniere: Aldo Cunati
- Responsabile campo: Franco Vanoni

## Rosa
Aggiornata al 1º dicembre 2017
| N. |                      | Ruolo | Calciatore               |
| -- | -------------------- | ----- | ------------------------ |
| 1  | Italia (bandiera)    | P     | Alessandro Frigione      |
| 2  | Italia (bandiera)    | D     | Vittorio Ghidoni         |
| 3  | Italia (bandiera)    | D     | Paolo Arca               |
| 4  | Italia (bandiera)    | C     | Michele Magrin           |
| 5  | Italia (bandiera)    | D     | Michele Ferri (capitano) |
| 6  | Italia (bandiera)    | D     | Matteo Simonetto         |
| 7  | Italia (bandiera)    | A     | Andrea Repossi           |
| 8  | Italia (bandiera)    | C     | Andrea Battistello       |
| 9  | Argentina (bandiera) | A     | Hernan Rodolfo Molinari  |
| 10 | Italia (bandiera)    | A     | Mattia Rolando           |
| 11 | Italia (bandiera)    | A     | Lorenzo Lercara          |
| 12 | Italia (bandiera)    | P     | Andrea Scapolo           |
| 13 | Italia (bandiera)    | D     | Roberto Rudi             |
| 14 | Italia (bandiera)    | C     | Christian Monacizzo      |

| N. |                   | Ruolo | Calciatore          |
| -- | ----------------- | ----- | ------------------- |
| 16 | Italia (bandiera) | C     | Loris Melesi        |
| 17 | Italia (bandiera) | A     | Cristian Longobardi |
| 20 | Italia (bandiera) | C     | Nicolò Palazzolo    |
| 21 | Italia (bandiera) | C     | Samuele Careccia    |
| 22 | Italia (bandiera) | P     | Mirko Bizzi         |
| 24 | Italia (bandiera) | D     | Andrea Granzotto    |
| 24 | Italia (bandiera) | C     | Marco Morao         |
| 25 | Italia (bandiera) | D     | Nicolò D'Arbenzio   |
| 30 | Italia (bandiera) | D     | Matteo Bruzzone     |
| 62 | Italia (bandiera) | D     | Andrea Zecchini     |
| 73 | Italia (bandiera) | D     | Simone Fratus       |
| 77 | Italia (bandiera) | D     | Lorenzo Lonardi     |
| 89 | Italia (bandiera) | D     | Mohamed M'Zoughi    |
| 97 | Italia (bandiera) | C     | Federico Zazzi      |

## Calciomercato

### Sessione estiva(dal 1/7 al 31/8)
| Acquisti         | Acquisti                | Acquisti       | Acquisti      |
| R.               | Nome                    | da             | Modalità      |
| ---------------- | ----------------------- | -------------- | ------------- |
| P                | Alessandro Frigione     | Novara         | prestito      |
| P                | Mirko Bizzi             | Cagliari       | prestito      |
| D                | Paolo Arca              | svincolato     |               |
| D                | Matteo Bruzzone         | Borgosesia     | definitivo    |
| D                | Simone Fratus           | AlbinoLeffe    | prestito      |
| D                | Vittorio Ghidoni        | Juventus       | prestito      |
| D                | Roberto Rudi            | svincolato     |               |
| C                | Andrea Battistello      | Reggiana       | definitivo    |
| C                | Samuele Careccia        | Caravaggio     | definitivo    |
| C                | Michele Magrin          | Virtus Bergamo | definitivo    |
| C                | Loris Melesi            | Como           | definitivo    |
| C                | Christian Monacizzo     | Imolese        | definitivo    |
| C                | Nicolò Palazzolo        | Cuneo          | definitivo    |
| A                | Cristian Longobardi     | svincolato     |               |
| A                | Hernan Rodolfo Molinari | Fermana        | definitivo    |
| A                | Andrea Repossi          | Inveruno       | definitivo    |
| Altre operazioni |                         |                |               |
| R.               | Nome                    | da             | Modalità      |
| C                | Marco Musso             | Baveno         | fine prestito |

| Cessioni         | Cessioni             | Cessioni            | Cessioni      |
| R.               | Nome                 | a                   | Modalità      |
| ---------------- | -------------------- | ------------------- | ------------- |
| P                | Claudio Bordin       | svincolato          |               |
| D                | Francesco Luoni      | Lecco               | definitivo    |
| D                | Federico Ortolani    | svincolato          |               |
| D                | Devis Talarico       | Arezzo              | definitivo    |
| D                | Francesco Viscomi    | Pro Sesto           | definitivo    |
| C                | Andreas Becchio      | Chieri              | definitivo    |
| C                | Davide Bottone       | svincolato          |               |
| C                | Giacomo Cusinato     | Godigese            | definitivo    |
| C                | Francesco Gazo       | Pro Patria          | definitivo    |
| C                | Giacomo Innocenti    | Castellazzo Bormida | definitivo    |
| C                | Umberto Vingiano     | Folgore Caratese    | definitivo    |
| A                | Marco Giovio         | Varesina            | definitivo    |
| A                | Niccolò Gucci        | Pro Patria          | definitivo    |
| A                | Simone Moretti       | Folgore Caratese    | definitivo    |
| A                | Luca Piraccini       | Chieri              | definitivo    |
| A                | Matteo Scapini       | Ciserano            | definitivo    |
| Altre operazioni |                      |                     |               |
| R.               | Nome                 | a                   | Modalità      |
| P                | Giulio Grillo        | Torino              | fine prestito |
| P                | Marco Pissardo       | Inter               | fine prestito |
| D                | Claudio Bonanni      | Milan               | fine prestito |
| C                | Massimiliano Benucci | Arezzo              | fine prestito |
| C                | Marco Musso          | ASDC Verbania       | definitivo    |

## Risultati

### Serie D

#### Girone di andata
| Arbitro: | Panozzo (Castelfranco Veneto) |

|            |           |                |
| Ignico 61’ | Marcatori | 90+2’ Careccia |

| Arbitro: | Perenzoni (Rovereto) |

|  |           |            |
|  | Marcatori | 83’ Molino |

| Arbitro: | Collu (Cagliari) |

|                                                          |           |                            |
| Marianini 42’ Garavelli 47’ Cappai 52’ (rig.) Mhamsi 57’ | Marcatori | 17’ Repossi 64’ Longobardi |

| Arbitro: | Bonaldo (Conegliano) |

|                                               |           |                                      |
| Granzotto 5’ Palazzolo 8’, 83’ Longobardi 59’ | Marcatori | 27’ Di Renzo 62’ Duguet 90+3’ Viganò |

| Arbitro: | Monaldi (Macerata) |

|            |           |  |
| Chessa 28’ | Marcatori |  |

| Arbitro: | Garoffolo (Vibo Valentia) |

|                                         |           |                       |
| Molinari 44’ Longobardi 52’ Repossi 87’ | Marcatori | Personè 3’ Ekimov 27’ |

| Arbitro: | Votta (Molterino) |

|                |           |                |
| Romano 44’ 73’ | Marcatori | Longobardi 48’ |

| Arbitro: | Piacenza (Bari) |

|               |           |  |
| Palazzolo 39’ | Marcatori |  |

| Arbitro: | Madonia (Palermo) |

|           |           |  |
| Gulin 26’ | Marcatori |  |

| Arbitro: | Pirrotta (Barcellona Pozzo di Gotto) |

|                                      |           |                                             |
| Rolando 12’ Battistello 19’ Arca 27’ | Marcatori | Massaro 51’ (rig.) Villanova 59’ Parisi 77’ |

| Arbitro: | Julio Milan Silvera (Valdarno) |

|                      |           |                                      |
| Salomon 5’ Rossi 56’ | Marcatori | Fratus 8’ Palazzolo 82’ Molinari 92’ |

| Arbitro: | Ubaldi (Roma 1) |

|                            |           |  |
| Molinari 36’ Palazzolo 43’ | Marcatori |  |

| Arbitro: | Sicurello (Seregno) |

|             |           |                     |
| Fabiani 27’ | Marcatori | Molinari 37’ (rig.) |

| Arbitro: | Villa (Rimini) |

|              |           |               |
| Molinari 10’ | Marcatori | Tomaselli 25’ |

| Arbitro: | Vingo (Pisa) |

|                                  |           |                          |
| Peluso 7’ Burato 52’ Moretti 64’ | Marcatori | Repossi 82’ Molinari 83’ |

| Varese 26 novembre 2017, ore 14.30 CET 16ª giornata | Varese             | 0 – 0 referto | Seregno | Stadio Franco Ossola\| Arbitro: \| Virgilio (Trapani) \| |
| Arbitro:                                            | Virgilio (Trapani) |               |         |                                                          |

| Arbitro: | Lingaamorthy (Genova) |

|  |           |                             |
|  | Marcatori | Camussi 6’ (aut.) Ferri 81’ |

| Arbitro: | Picchi (Lucca) |

|                        |           |            |
| Di Lernia 21’ Njie 37’ | Marcatori | Fratus 75’ |

| Varese 17 dicembre 2017, ore 14.30 CET 19ª giornata | Varese                        | 0 – 0 referto | Varesina | Stadio Franco Ossola\| Arbitro: \| Pescarella (Nocera Inferiore) \| |
| Arbitro:                                            | Pescarella (Nocera Inferiore) |               |          |                                                                     |

#### Girone di ritorno
| Arbitro: | Gobbato (Basso Friuli) |

|               |           |           |
| Palazzolo 24’ | Marcatori | Sardo 78’ |

| Arbitro: | Fieri (Pistoia) |

|                                          |           |                |
| Loreto 7’ Gentile 76’ Cicconi 92’ (rig.) | Marcatori | De Carolis 94’ |

| Arbitro: | Ancora (Roma 1) |

|                       |           |                       |
| Pedrabissi 86’ (rig.) | Marcatori | Simone 40’ Cappai 68’ |

| Sesto San Giovanni 21 gennaio 2018, ore 14.30 CEST 23ª giornata | Pro Sesto       | 0 – 0 referto | Varese | Stadio Breda (ca. 500 spett.)\| Arbitro: \| Pazzini (Prato) \| |
| Arbitro:                                                        | Pazzini (Prato) |               |        |                                                                |

| Arbitro: | Croce (Novara) |

|           |           |             |
| Morao 15’ | Marcatori | Corioni 35’ |

| Arbitro: | Gianquinto (Trapani) |

|              |           |                       |
| Mazzocca 16’ | Marcatori | Pedrabissi 12’ (rig.) |

| Varese 11 febbraio 2018, ore 14.30 CEST 26ª giornata | Varese         | 0 – 0 referto | OltrepoVoghera | Stadio Franco Ossola\| Arbitro: \| Gandolfo (Bra) \| |
| Arbitro:                                             | Gandolfo (Bra) |               |                |                                                      |

| Arbitro: | Gullotta (Siracusa) |

|              |           |               |
| Romanini 31’ | Marcatori | Palazzolo 65’ |

| Arbitro: | Centi (Viterbo) |

|               |           |            |
| Palazzolo 46’ | Marcatori | Evan's 41’ |

| Arbitro: | Panozzo (Castelfranco Veneto) |

|            |           |  |
| Puccio 48’ | Marcatori |  |

| Arbitro: | Quattrociocchi (Latina) |

|  |           |                            |
|  | Marcatori | Rossi 12’ Casassa Mont 28’ |

| Arbitro: | Angelucci (Foligno) |

|  |           |                                                    |
|  | Marcatori | Ba 10’ 61’ Pedrabissi 26’ Palazzolo 65’ Fratus 69’ |

| Arbitro: | Bindella (Pesaro) |

|  |           |              |
|  | Marcatori | Canalini 29’ |

| Arbitro: | Mulas (Sassari) |

|                      |           |               |
| Procaccio 55’ (rig.) | Marcatori | Monacizzo 17’ |

| Arbitro: | Zucchetti (Foligno) |

|                           |           |                         |
| Palazzolo 15’ Lercara 35’ | Marcatori | Didine 12’ Drovetti 40’ |

| Arbitro: | Maggio (Lodi) |

|                           |           |                 |
| Cannizzaro 39’ Djuric 84’ | Marcatori | Battistello 15’ |

| Arbitro: | Bodini (Verona) |

|                              |           |  |
| Pedrabissi 18’ Palazzolo 37’ | Marcatori |  |

| Arbitro: | Bodini (Trento) |

|             |           |               |
| D'Iglio 48’ | Marcatori | Palazzolo 65’ |

| Arbitro: | Tremolada (Monza) |

|                         |           |               |
| Broggi 12’ Segalini 82’ | Marcatori | Monacizzo 86’ |

#### Play-out
| Arbitro: | Sala (Palermo) |

|                         |           |  |
| Bettoni 68’ Coccu 90+4’ | Marcatori |  |

### Coppa Italia
| Arbitro: | Chindemi (Viterbo) |

|                               |           |               |
| Eusepi 33’ (rig.), 60’, 90+2’ | Marcatori | 12’ Palazzolo |

### Coppa Italia Serie D
| Arbitro: | Alessio Angelo Boscarino (Siracusa) |

|                             |           |  |
| Rolando 63’ Battistello 76’ | Marcatori |  |

| Arbitro: | Campobasso (Formia) |

|                       |           |           |
| Grbac 15’ Manarin 26’ | Marcatori | Zazzi 29’ |

## Statistiche

### Statistiche di squadra
| Competizione         | Punti | In casa | In casa | In casa | In casa | In casa | In casa | In trasferta | In trasferta | In trasferta | In trasferta | In trasferta | In trasferta | Totale | Totale | Totale | Totale | Totale | Totale | DR |
| Competizione         | Punti | G       | V       | N       | P       | Gf      | Gs      | G            | V            | N            | P            | Gf           | Gs           | G      | V      | N      | P      | Gf     | Gs     | DR |
| -------------------- | ----- | ------- | ------- | ------- | ------- | ------- | ------- | ------------ | ------------ | ------------ | ------------ | ------------ | ------------ | ------ | ------ | ------ | ------ | ------ | ------ | -- |
| Serie D              | 40    | 19      | 5       | 10      | 4       | 23      | 21      | 19           | 3            | 6            | 10           | 24           | 28           | 38     | 8      | 16     | 14     | 47     | 49     | -2 |
| Coppa Italia         | -     | 0       | 0       | 0       | 0       | 0       | 0       | 1            | 0            | 0            | 1            | 1            | 3            | 1      | 0      | 0      | 1      | 1      | 3      | -2 |
| Coppa Italia Serie D | -     | 1       | 1       | 0       | 0       | 2       | 0       | 1            | 0            | 0            | 1            | 1            | 2            | 2      | 1      | 0      | 1      | 3      | 2      | +1 |
| Totale               | -     | 20      | 6       | 10      | 4       | 25      | 21      | 21           | 3            | 6            | 12           | 26           | 33           | 41     | 9      | 16     | 16     | 51     | 54     | -3 |

### Andamento in campionato
| Giornata  | 1  | 2  | 3  | 4  | 5  | 6  | 7  | 8  | 9  | 10 | 11 | 12 | 13 | 14 | 15 | 16 | 17 | 18 | 19 | 20 | 21 | 22 | 23 | 24 | 25 | 26 | 27 | 28 | 29 | 30 | 31 | 32 | 33 | 34 | 35 | 36 | 37 | 38 |
| --------- | -- | -- | -- | -- | -- | -- | -- | -- | -- | -- | -- | -- | -- | -- | -- | -- | -- | -- | -- | -- | -- | -- | -- | -- | -- | -- | -- | -- | -- | -- | -- | -- | -- | -- | -- | -- | -- | -- |
| Luogo     | T  | C  | T  | C  | T  | C  | T  | C  | T  | C  | T  | C  | T  | C  | T  | C  | T  | T  | C  | C  | T  | C  | T  | C  | T  | C  | T  | C  | T  | C  | T  | C  | T  | C  | T  | C  | C  | T  |
| Risultato | N  | P  | P  | V  | P  | V  | P  | V  | P  | N  | V  | V  | N  | N  | P  | N  | V  | P  | N  | N  | P  | P  | N  | N  | N  | N  | N  | N  | P  | P  | V  | P  | N  | N  | P  | V  | N  | P  |
| Posizione | 11 | 13 | 16 | 12 | 13 | 12 | 14 | 11 | 12 | 12 | 11 | 11 | 9  | 11 | 12 | 12 | 9  | 10 | 10 | 10 | 11 | 12 | 12 | 14 | 14 | 15 | 14 | 14 | 15 | 18 | 16 | 17 | 17 | 16 | 17 | 16 | 16 | 18 |

Legenda:

Luogo: C = Casa; T = Trasferta. Risultato: V = Vittoria; N = Pareggio; P = Sconfitta.

### Statistiche dei giocatori
Sono in corsivo i calciatori che hanno lasciato la società durante la stagione.
| Giocatore      | Serie D  | Serie D | Serie D     | Serie D    | Coppa Italia | Coppa Italia | Coppa Italia | Coppa Italia | Coppa Italia Serie D | Coppa Italia Serie D | Coppa Italia Serie D | Coppa Italia Serie D | Totale   | Totale | Totale      | Totale     |
| Giocatore      | Presenze | Reti    | Ammonizioni | Espulsioni | Presenze     | Reti         | Ammonizioni  | Espulsioni   | Presenze             | Reti                 | Ammonizioni          | Espulsioni           | Presenze | Reti   | Ammonizioni | Espulsioni |
| -------------- | -------- | ------- | ----------- | ---------- | ------------ | ------------ | ------------ | ------------ | -------------------- | -------------------- | -------------------- | -------------------- | -------- | ------ | ----------- | ---------- |
| A. Frigione    | 0        | 0       | 0           | 0          | 1            | -3           | 0            | 0            | 0                    | 0                    | 0                    | 0                    | 1        | -3     | 0           | 0          |
| V. Ghidoni     | 0        | 0       | 0           | 0          | 0            | 0            | 0            | 0            | 0                    | 0                    | 0                    | 0                    | 0        | 0      | 0           | 0          |
| P. Arca        | 2        | 0       | 0           | 0          | 1            | 0            | 0            | 0            | 0                    | 0                    | 0                    | 0                    | 3        | 0      | 0           | 0          |
| M. Magrin      | 4        | 0       | 3           | 0          | 1            | 0            | 1            | 0            | 0                    | 0                    | 0                    | 0                    | 5        | 0      | 4           | 0          |
| M. Ferri       | 1        | 0       | 0           | 0          | 1            | 0            | 0            | 0            | 0                    | 0                    | 0                    | 0                    | 2        | 0      | 0           | 0          |
| M. Simonetto   | 3        | 0       | 1           | 0          | 1            | 0            | 0            | 0            | 0                    | 0                    | 0                    | 0                    | 4        | 0      | 1           | 0          |
| A. Repossi     | 4        | 1       | 0           | 0          | 0            | 0            | 0            | 0            | 0                    | 0                    | 0                    | 0                    | 4        | 1      | 0           | 0          |
| A. Battistello | 0        | 0       | 0           | 0          | 1            | 0            | 0            | 0            | 0                    | 0                    | 0                    | 0                    | 1        | 0      | 0           | 0          |
| H. R. Molinari | 3        | 0       | 0           | 0          | 1            | 0            | 0            | 0            | 0                    | 0                    | 0                    | 0                    | 4        | 0      | 0           | 0          |
| M. Rolando     | 4        | 0       | 2           | 0          | 1            | 0            | 0            | 0            | 0                    | 0                    | 0                    | 0                    | 5        | 0      | 2           | 0          |
| L. Lercara     | 2        | 0       | 0           | 0          | 1            | 0            | 0            | 0            | 0                    | 0                    | 0                    | 0                    | 3        | 0      | 0           | 0          |
| A. Scapolo     | 0        | 0       | 0           | 0          | 0            | 0            | 0            | 0            | 0                    | 0                    | 0                    | 0                    | 0        | 0      | 0           | 0          |
| R. Rudi        | 1        | 0       | 0           | 0          | 0            | 0            | 0            | 0            | 0                    | 0                    | 0                    | 0                    | 1        | 0      | 0           | 0          |
| C. Monacizzo   | 3        | 0       | 1           | 0          | 1            | 0            | 0            | 0            | 0                    | 0                    | 0                    | 0                    | 4        | 0      | 1           | 0          |
| L. Melesi      | 0        | 0       | 0           | 0          | 0            | 0            | 0            | 0            | 0                    | 0                    | 0                    | 0                    | 0        | 0      | 0           | 0          |
| C. Longobardi  | 4        | 2       | 1           | 0          | 1            | 0            | 0            | 0            | 0                    | 0                    | 0                    | 0                    | 5        | 2      | 1           | 0          |
| N. Palazzolo   | 4        | 2       | 0           | 0          | 1            | 1            | 0            | 0            | 0                    | 0                    | 0                    | 0                    | 5        | 3      | 0           | 0          |
| S. Careccia    | 4        | 2       | 1           | 0          | 0            | 0            | 0            | 0            | 0                    | 0                    | 0                    | 0                    | 4        | 2      | 1           | 0          |
| M. Bizzi       | 4        | -9      | 0           | 0          | 0            | 0            | 0            | 0            | 0                    | 0                    | 0                    | 0                    | 4        | -9     | 0           | 0          |
| A. Granzotto   | 4        | 1       | 1           | 0          | 1            | 0            | 0            | 0            | 0                    | 0                    | 0                    | 0                    | 5        | 1      | 1           | 0          |
| N. D'Arbenzio  | 0        | 0       | 0           | 0          | 0            | 0            | 0            | 0            | 0                    | 0                    | 0                    | 0                    | 0        | 0      | 0           | 0          |
| M. Bruzzone    | 4        | 0       | 2           | 0          | 1            | 0            | 1            | 0            | 0                    | 0                    | 0                    | 0                    | 5        | 0      | 3           | 0          |
| A. Zecchini    | 0        | 0       | 0           | 0          | 0            | 0            | 0            | 0            | 0                    | 0                    | 0                    | 0                    | 0        | 0      | 0           | 0          |
| S. Fratus      | 3        | 0       | 0           | 0          | 0            | 0            | 0            | 0            | 0                    | 0                    | 0                    | 0                    | 3        | 0      | 0           | 0          |
| L. Lonardi     | 0        | 0       | 0           | 0          | 0            | 0            | 0            | 0            | 0                    | 0                    | 0                    | 0                    | 0        | 0      | 0           | 0          |
| M. M'Zoughi    | 0        | 0       | 0           | 0          | 0            | 0            | 0            | 0            | 0                    | 0                    | 0                    | 0                    | 0        | 0      | 0           | 0          |
| F. Zazzi       | 4        | 0       | 0           | 0          | 0            | 0            | 0            | 0            | 0                    | 0                    | 0                    | 0                    | 4        | 0      | 0           | 0          |

## Giovanili
Per la stagione 2017-2018 il settore giovanile è gestito dalla Varese Calcio Società Sportiva Dilettantistica a r.l., integralmente controllata dal Varese Calcio s.r.l., col quale condivide il management.

### Organigramma societario
Area amministrativa
- Presidente onorario: Paolo Maccecchini
- Responsabile: Riccardo Brandinali
- Co-responsabile: Angelo Borsani
- Team manager: Massimo Scodellaro
- Direttore scuola calcio: Cosimo Bufano

Staff tecnico
- Allenatore Juniores: Paolo Tresoldi
- Allenatore Allievi 2001-2002: Angelo Bruno
- Allenatore Giovanissimi 2004: Mariano Vaccaro
- Allenatore Giovanissimi 2003: Giancarlo Calvia
- Responsabile Progetto Bimbo: Marco Caccianiga[41]